# Василево
Васиљево (мкд. Василево) је насеље у Северној Македонији, у југоисточном делу државе. Васиљево је седиште истоимене општине Васиљево.

## Географија
Васиљево је смештено у југоисточном делу Северне Македоније. Од најближег града, Струмице, насеље је удаљено 5 km северно.
Насеље Васиљево се налази у историјској области Струмица. Насеље је положено у западном делу плодног Струмичког поља. Источно од насеља протиче река Струмица. Надморска висина насеља је приближно 230 метара.
Месна клима је блажи облик континенталне због близине Егејског мора (жарка лета).

## Историја
По статистици секретара Бугарске егзархије, 1905. године Васиљево је бугарско село са 224 становника, верника Бугарске егзархије, а уз њих је у селу живело и 24 Цигана. У селу је радила бугарска школа.

## Становништво
Васиљево је према последњем попису из 2002. године имало 2.174 становника.
| Националност | Укупно |
| Македонци    | 1 819  |
| Албанци      | 0      |
| Турци        | 349    |
| Роми         | 0      |
| Цинцари      | 0      |
| Срби         | 0      |
| Бошњаци      | 0      |
| остали       | 6      |

Претежна вероисповест месног становништва је православље, а мањинска ислам.